# باكيرينوصورينات
الباكيرينوصورينات (الاسم العلمي: Pachyrhinosaurini) (تعني: السحالي ذات الأنف السميك)، هو قبيلة من ديناصورات السنتروصورات التي ظهرت خِلال العصر الطباشيري المتأخر منذ حوالي 84.9 إلى 66 مليون سنة مضت.
تطورت خلال بداية مرحلة الكامباني، وانقرضت خلال مرحلة الماسترخي.
تحتوي القبيلة على ثلاثة أجناس:
- الإينينوصور (Einiosaurus).
- الأخيلوصور (Achelousaurus).
- الباكيرينوصور (Pachyrhinosaurus).